# Merkel (schip)
Een merkel is een onderdeel van de luikenkap van een binnenschip, met name van de Friese kap, een kap met houten luiken. Het is een balk met een goot of een gootvormig profiel.
De functies zijn het ondersteunen van het luik en het afvoeren van het water dat tussen de luiken doordruipt.
De merkel rust aan de ene kant in een uitsparing in de scheerbalk en aan de andere kant in een uitsparing in de den. In de houten uitvoering is bij de den een sleuf in de merkel gestoken, waarmee de merkel in de opening wordt gefixeerd.  Bij de metalen uitvoeringen is ter plaatse een nok op het profiel geplaatst.
De klassieke uitvoering is van hout, met een uitgestoken goot. De metalen uitvoering kan een hoekstaal of U-profiel zijn, maar ook een aluminium hoekprofiel komt voor.

Diverse uitvoeringen van een merkel
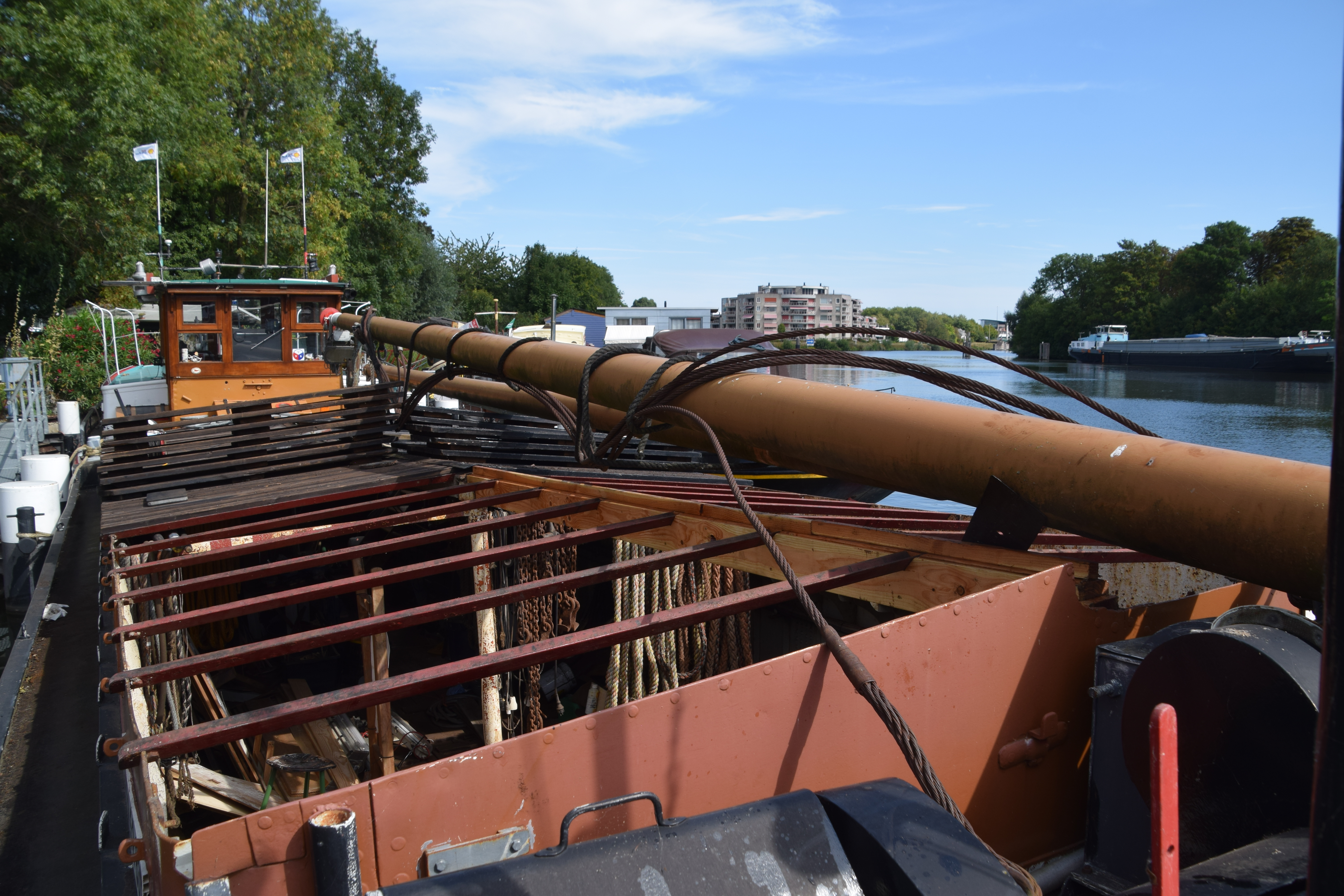
Geopende kap
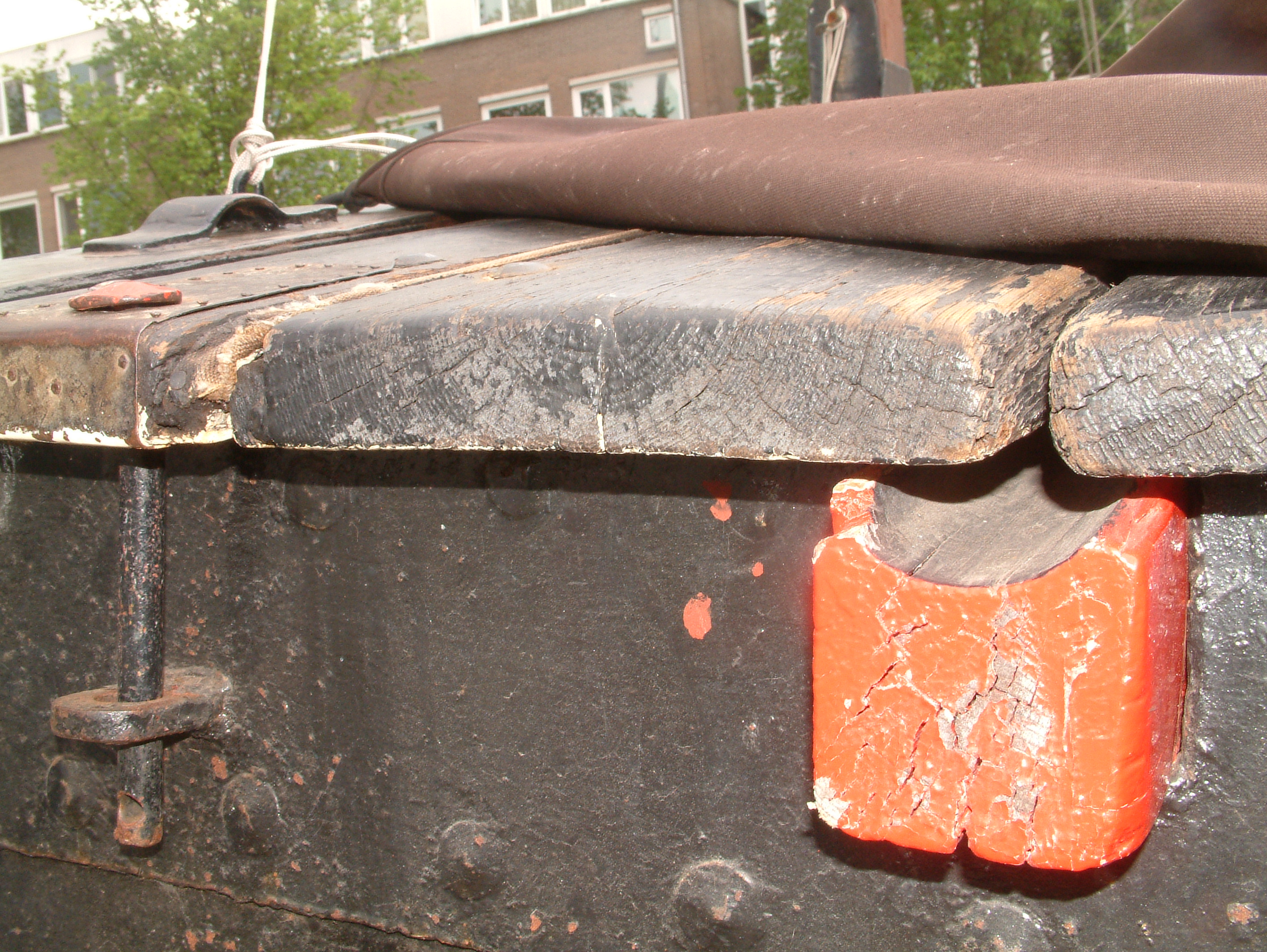
Klassiek hout
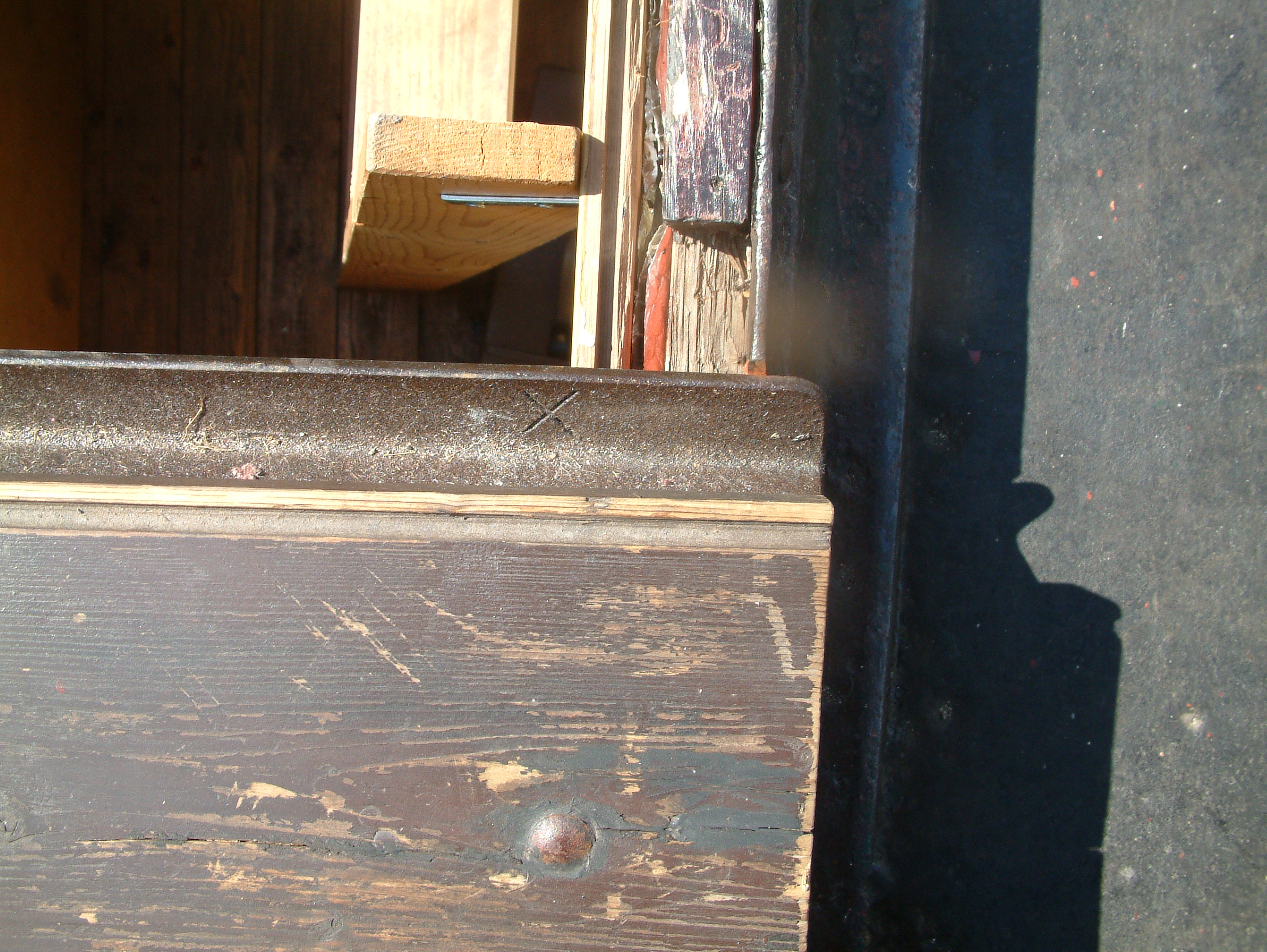
Stalen hoekprofiel
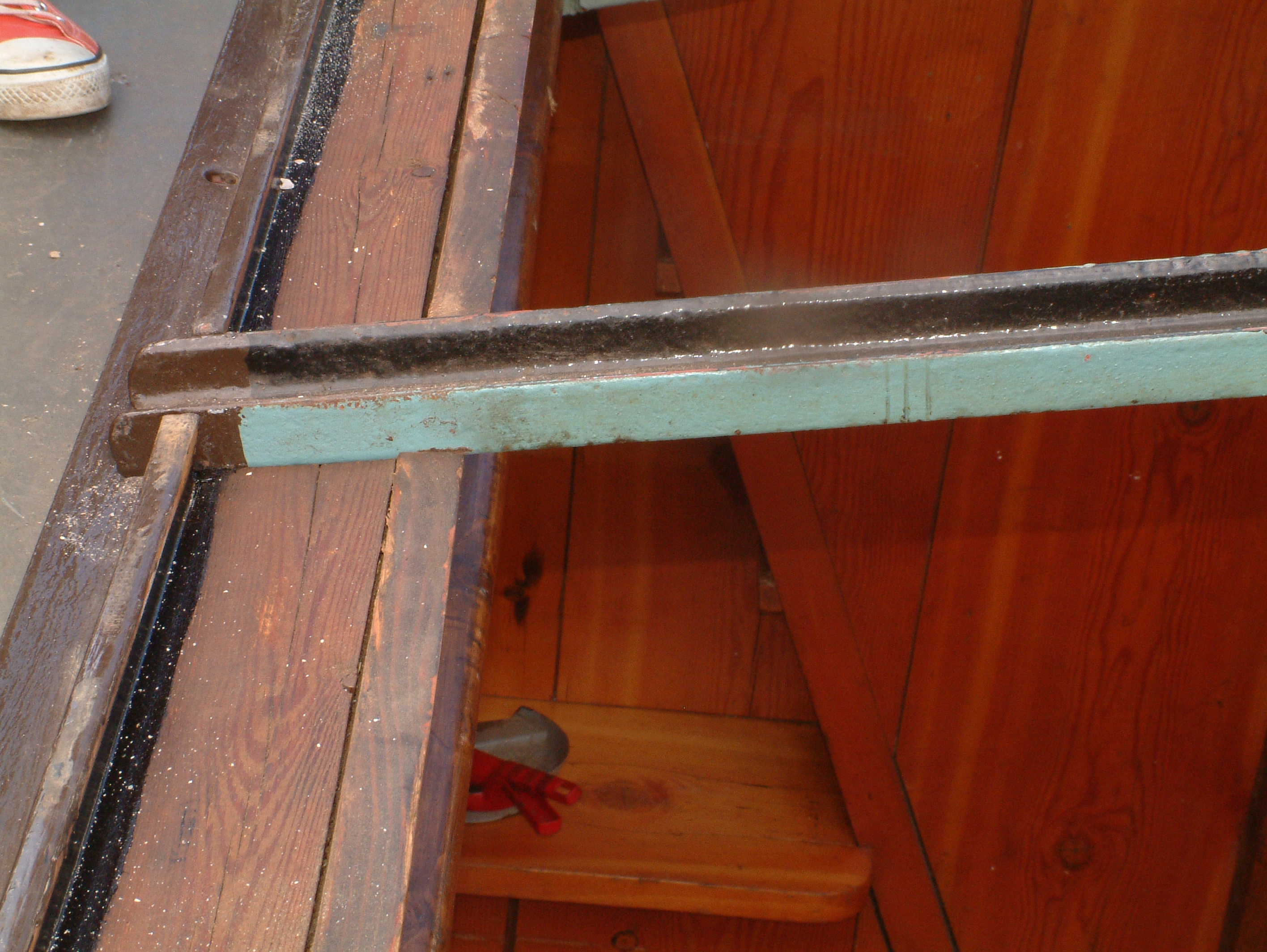
Stalen U-profiel
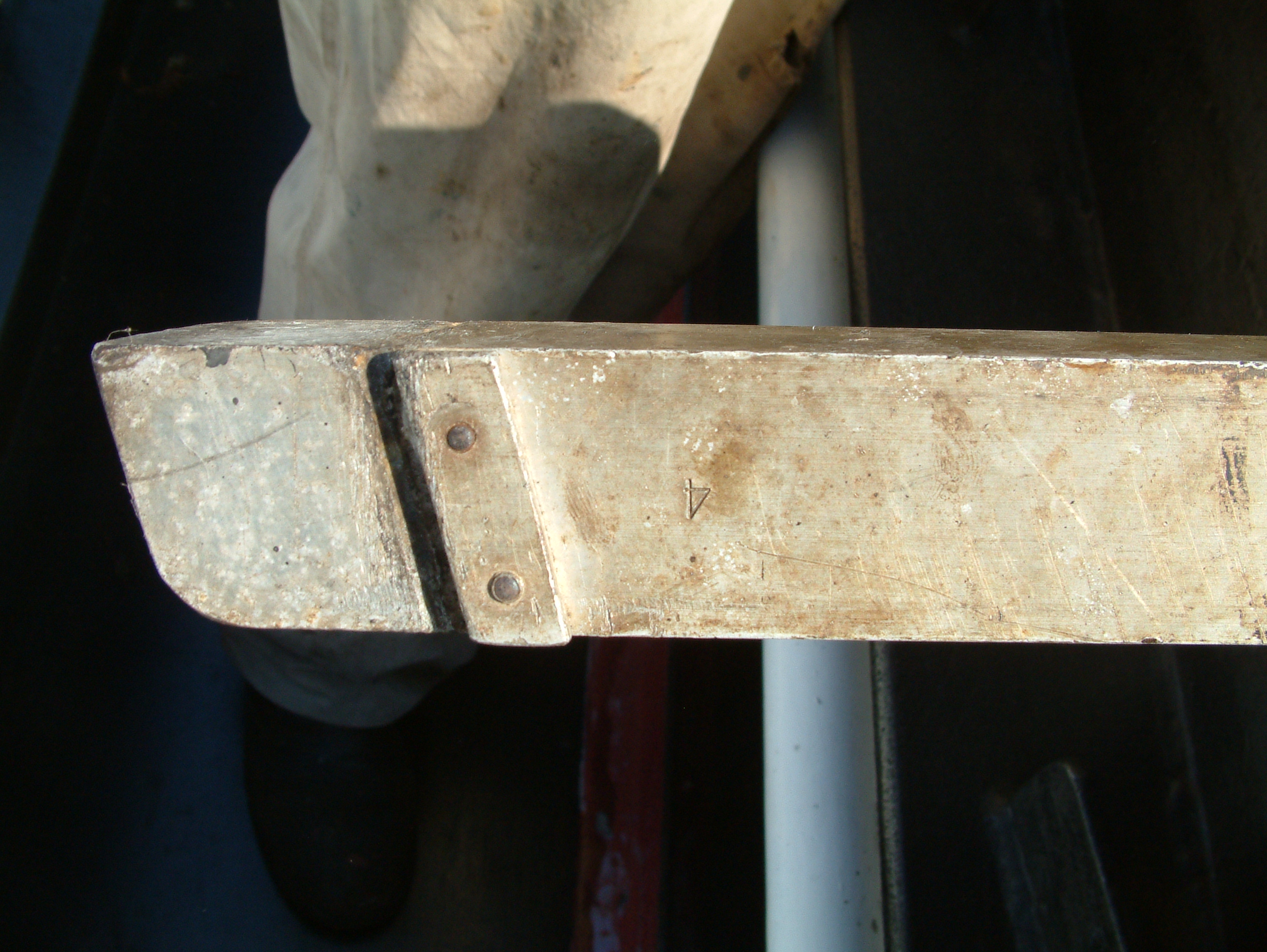
Aluminium profiel